# William George Aston

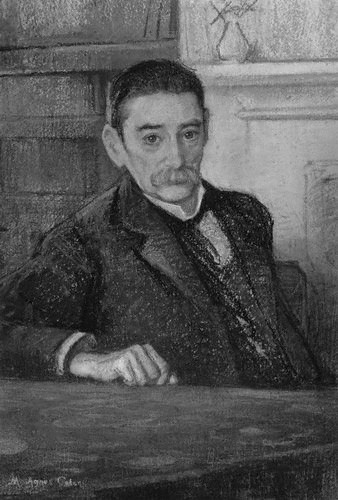
William George Aston, 1911

William George Aston (* 9. April 1841 bei Derry; † 22. November 1911 in Beer in der südenglischen Grafschaft Devon) war ein britischer Konsularbeamter in Japan und Korea. 
Nach Tätigkeiten im konsularischen Dienst in Japan und Korea war er von 1884 bis 1886 britischer Generalkonsul in Korea.

## Japanologie
Aston war auch einer der drei bedeutendsten britischen Japanologen, die im 19. Jahrhundert in Japan tätig waren. Die anderen beiden waren Ernest Mason Satow und Basil Hall Chamberlain. 
Er war der erste Übersetzer des Nihongi in die englische Sprache. Er gab mehrfach Vorlesungen vor der Asiatic Society of Japan.
1912 erwarb die Universitätsbibliothek Cambridge 10.000 seltene japanische Bände aus den Sammlungen von Aston und Ernest Satow, die den Startpunkt der heutigen, riesigen Sammlungen bildeten.

## Werke
- W. G. Aston 1879, ‘H.M.S. Phaeton at Nagasaki’, Transactions of the Asiatic Society of Japan Band 7: S. 323–336
- A Grammar of the Japanese Spoken Language. 4. Auflage. Lane, Crawford & Co., London, Kelly & Walsh, London, Hakubunsha, Tokyo, Trübner & Co., London 1888 (Digitalisat im Internet Archive)
- A History of Japanese Literature. In: Edmund Gosse (Hrsg.): Short Histories of the Literatures of the World: VI. William Heinemann, London 1899 (Digitalisat im Internet Archive)
- Nihongi, Chronicles of Japan from the Earliest Times to A.D. 697. Volume I und II, In: Transactions and Proceedings of The Japan Society London, Supplement I. Kegan Paul, Trench, Trübner & Co., Limited, London 1896 (Digitalisat im Internet Archive)
- A Grammar of the Japanese Written Language. 3. überarbeitete Auflage. Luzac & Co., London, Lane, Crawford & Co., Yokohama 1904 (Digitalisat im Internet Archive)
- Shinto (The Way of the Gods). Longmans, Green and Co., New York/Bombay 1905 (Digitalisat im Internet Archive)
- Shinto. The Ancient Religion of Japan. Constable & Company, Ltd., London 1921 (Erstveröffentlichung spätestens 1907; Digitalisat im Internet Archive)